# Phili Viehoff
Philippine Johanna "Phili" Viehoff born Maag-van Os van den Abeele, née le 8 juin 1924 à Zwolle et morte le 1er juin 2015 à Haren, est une femme politique néerlandaise.
Membre du Parti travailliste, elle siège aux États provinciaux de Gueldre de 1974 à 1977 et au Parlement européen de 1979 à 1989. 